# Arif Erdem
Arif Erdem (Estambul, Turquía, 2 de enero de 1972) es un exfutbolista turco. Se desempeñaba como delantero y desarrolló casi toda su carrera deportiva en el Galatasaray SK, con un brevísimo intervalo en la Real Sociedad de España.
Disputando catorce temporadas con el Galatasaray, Erdem formó parte del Galatasaray que ganó la copa de la UEFA en el año 2000, junto a jugadores como Hakan Şükür, Cláudio Taffarel, Gheorghe Popescu o Hasan Şaş.

## Clubes
| Club           | País    | Año         | Partidos | Goles |
| Galatasaray SK | Turquía | 1991 - 2000 | 236      | 64    |
| Real Sociedad  | España  | 2000        | 2        | 1     |
| Galatasaray SK | Turquía | 2000 - 2005 | 103      | 40    |

## Palmarés
Galatasaray SK
- Superliga de Turquía: 1992-93, 1993-94, 1996-97, 1997-98, 1998-99, 1999-00, 2001-02
- Copa de Turquía: 1993, 1996, 1999, 2000, 2005
- Supercopa de Turquía: 1993, 1996, 1997
- Copa de la UEFA: 2000